# Griechisch-Italienischer Krieg
Griechisch-Italienischer Krieg – Jugoslawien – Griechenland – Kreta
Der Griechisch-Italienische Krieg begann am 28. Oktober 1940 als völkerrechtswidriger Angriffskrieg des faschistischen Königreichs Italien gegen das Königreich Griechenland.
Er dauerte bis zum 23. April 1941, wobei er sich ab 6. April 1941 nach Kriegseintritt Deutschlands mit dem Balkanfeldzug überschnitt.
Erst durch das deutsche Eingreifen wurde der Griechisch-Italienische Krieg zugunsten der Achsenmächte entschieden. Der Niederlage Griechenlands folgte eine bis 1944 dauernde Besetzung.

## Vorgeschichte

### Griechisch-Italienische Beziehungen im frühen 20. Jahrhundert
Italien hatte seit seiner Vereinigung im Risorgimento nach einer Großmachtposition, gestützt auf die Vorherrschaft im Mittelmeerraum, gestrebt. Bereits während der 1910er Jahre kam es zu Konflikten zwischen Italien und Griechenland über den Status Albaniens und den Besitz des Dodekanes. Albanien war seit seiner Unabhängigkeit vom Osmanischen Reich infolge des Ersten Balkankriegs zum italienischen Protektorat geworden und der Dodekanes war im Italienisch-Türkischen Krieg von 1911/12 von Italien besetzt worden. Im Griechisch-Türkischen Krieg 1919–1922 hatte Italien die Türkei gegen Griechenland unterstützt. Nach dem Korfu-Zwischenfall 1923 hatte Italien kurzzeitig Korfu besetzt. Während der Regierungszeit Eleftherios Venizelos’ von 1928 bis 1932 kam es nach der Unterzeichnung eines italienisch-griechischen Freundschaftsvertrags am 23. September 1928 zu einer Normalisierung der Beziehungen.
Nach einem griechisch-türkischen Freundschaftsvertrag von 1930 und der Errichtung der Balkanentente 1934 richtete sich die griechische Politik hauptsächlich gegen die Revisionsbemühungen Bulgariens in Bezug auf Westthrakien. Nach der Machtergreifung Ioannis Metaxas’ 1936 wurde daher die nach ihm benannte Metaxas-Linie gebaut, die das Land vor Bulgarien schützen sollte. Die griechische Armee wurde unter Metaxas neu ausgerüstet und modernisiert; für den Fall eines Krieges wurden große Vorräte angelegt.

### Italienisches Großmachtstreben 1939/40

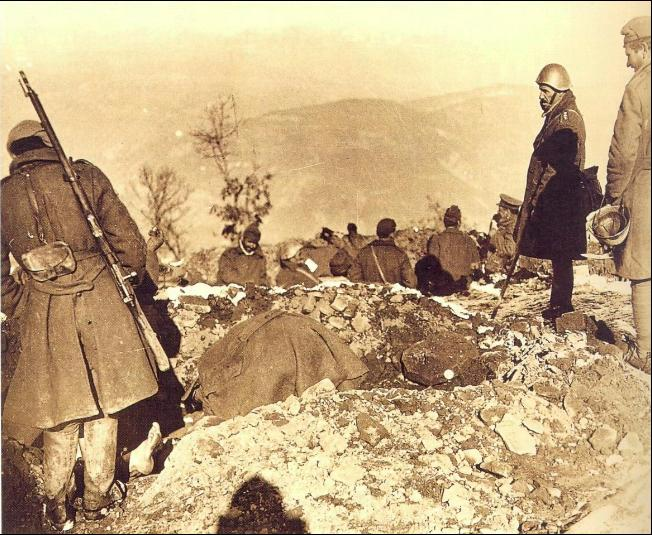
Stellungsbau im Elaia-Kalamas-Sektor, März 1939

Am 7. April 1939 besetzte Italien Albanien und verleibte es seinem Staatsgebiet ein, wodurch eine gemeinsame Grenze mit Griechenland entstand. Griechenland stellte in der Folge seine Pläne um und bereitete sich hastig auf einen bevorstehenden italienischen Angriff vor, während Großbritannien und Frankreich die territoriale Unversehrtheit des Landes garantierten. Nach dem Ausbruch des Zweiten Weltkriegs durch den deutschen Überfall auf Polen versuchte Metaxas, der enge Wirtschaftsbeziehungen zu Deutschland aufgebaut hatte, das Land aus dem Krieg herauszuhalten, das aber durch den Einfluss des anglophilen Königs Georg II. immer mehr der Seite der Westalliierten zuneigte. Währenddessen warben die Italiener unter der albanischen Minderheit in Nord-Epirus (siehe Çamen) um Unterstützung und stellten irreguläre albanische Verbände auf.
Italien war seit Mai 1939 mit Deutschland im Stahlpakt verbündet, hatte aber während der nach dem deutschen Einmarsch in Polen begonnenen Phase des Sitzkriegs eine Position der Nichtkriegführung („non belligeranza“) gewahrt. Erst nachdem sich der deutsche Sieg im Westfeldzug abzeichnete, wurde am 10. Juni 1940 Frankreich und Großbritannien der Krieg erklärt und nach dem Waffenstillstand von Rom Teile Südostfrankreichs besetzt. Ziel des Diktators Mussolini war es, das italienische Kolonialimperium auf Kosten Frankreichs und Großbritanniens zu erweitern und die Vorherrschaft im Mittelmeerraum und in Ostafrika zu erringen. Auf dem Balkan richtete sich der Expansionsdrang Italiens nach dem Fall Frankreichs vornehmlich gegen Jugoslawien und Griechenland. Bei Treffen Hitlers mit dem italienischen Außenminister Graf Ciano im Juli und August drängte der deutsche Diktator die Italiener jedoch, von einem Parallelkrieg auf dem Balkan abzusehen. Die Italiener erwiderten, eine Unternehmung gegen Griechenland sei notwendig, um einer Landung britischer Streitkräfte in diesem Land zuvorzukommen. Zu einer Abstimmung des beiderseitigen Vorgehens kam es nicht, so schlugen die Italiener mehrfach Angebote einer deutschen Unterstützung in Nordafrika oder auf dem Balkan aus.
Zunächst aber richteten die Italiener ihr Augenmerk auf die Besitzungen Großbritanniens in Nord- und Ostafrika. Anfang August 1940 fielen sie von Italienisch-Ostafrika aus in das nur schwach verteidigte Britisch-Somaliland ein und eroberten das Gebiet binnen zwei Wochen (→ Italienische Eroberung der britischen Kolonie Somaliland). Anfang September begannen sie von Italienisch-Libyen aus einen Vorstoß in das von britischen Truppen verteidigte Königreich Ägypten, der allerdings bereits nach einer Woche aufgrund von Nachschubschwierigkeiten und fehlenden Transportmöglichkeiten liegenblieb (→ Italienische Invasion Ägyptens). Daher widmeten sie sich zunächst dem Ausbau der Via Balbia nach Ägypten, um zu einem späteren Zeitpunkt die Offensive wieder aufzunehmen. Dazu kam es jedoch wegen des Kriegsverlaufs in Griechenland nicht, stattdessen wurden sie durch die Anfang Dezember begonnene britische Gegenoffensive Operation Compass nach Libyen zurückgeworfen.
Nachdem am 12. Oktober 1940 Deutschland die rumänischen Ölfelder besetzt hatte, entschloss sich Mussolini, seine Pläne gegen Griechenland in die Tat umzusetzen. Ciano hielt an dem Tag in seinem Tagebuch fest, dass Mussolini auf die Nachricht des deutschen Alleingangs in Wut geraten sei und geäußert habe, es den Deutschen nun in gleicher Münze heimzahlen zu wollen. Bei einem Treffen in Rom am 15. Oktober 1940 sicherte ihm der Militärkommandeur in Albanien Sebastiano Visconti Prasca zu, mit einer Verstärkung der Truppen um lediglich drei Divisionen den Feldzug gegen Griechenland beginnen zu können, während der Chef des Generalstabs Pietro Badoglio eine Invasionsstreitmacht von mindestens 20 Divisionen forderte. Mussolini wurde schließlich von den Mitarbeitern seines Stabes überzeugt, die einen Feldzug von lediglich zwei Wochen voraussagten. Er gab Außenminister Ciano den Auftrag, für einen casus belli zu sorgen. Die Einladung an Zar Boris III. von Bulgarien, sich an dem Feldzug zu beteiligen, wurde von diesem ausgeschlagen.
In den folgenden Tagen wurde in Italien ein Propagandafeldzug gegen Griechenland gestartet, begleitet von Provokationen wie Überflügen griechischen Territoriums und Angriffen auf griechische Schiffe. Bereits am 15. August 1940, dem Muttergottestag, hatte das italienische U-Boot Delfino den griechischen Leichten Kreuzer „Elli“ im Hafen von Tinos torpediert. Zu diesem Zeitpunkt hatte die griechische Regierung, trotz unzweifelhafter Beweise einer italienischen Urheberschaft, den Angriff als den eines U-Boots „unbekannter Nationalität“ bewertet, um die Fassade der Neutralität zu wahren.

## Italienisches Ultimatum
Am 15. Oktober 1940 bestellte Mussolini Außenminister Ciano, Generalstabschef Marschall Badoglio und dessen Stellvertreter Mario Roatta, Vizekriegsminister Ubaldo Soddu, den Gouverneur des besetzten Albaniens Francesco Jacomoni sowie Sebastiano Visconti Prasca, den militärischen Oberbefehlshaber der dortigen Besatzungsarmee, in den Palazzo Venezia, um den Angriff auf Griechenland zu besprechen, der von Albanien aus geführt werden sollte.
Am frühen Morgen des 28. Oktober 1940 überreichte der italienische Botschafter in Athen, Emmanuele Grazzi, ein Ultimatum des Duce an Metaxas, in dem freier Durchmarsch für italienische Truppen zur Besetzung nicht genauer spezifizierter „strategischer Punkte“ im Innern Griechenlands gefordert wurde. Metaxas lehnte das Ultimatum laut Grazzi mit den Worten « Alors, c’est la guerre. » (deutsch: „Nun, das bedeutet Krieg.“) ab. In die griechische Geschichte ging der 28. Oktober als Ochi-Tag (Tag des Nein) ein. Binnen Stunden griffen italienische Truppen von Albanien aus griechisches Gebiet an. Die Eröffnung der Feindseligkeiten wurde am Morgen von Radio Athen mit folgenden Worten vermeldet: „Seit 06:30 Uhr heute Morgen greift der Feind unsere Vorposten an der griechisch-albanischen Grenze an. Unsere Streitkräfte verteidigen das Vaterland.“
Kurze Zeit später hielt Metaxas eine Rede an das griechische Volk, in der er sagte: „Die Zeit ist für Griechenland gekommen, für seine Unabhängigkeit zu kämpfen. Griechen, nun müssen wir uns unserer Vorväter und der Freiheit, die sie uns hinterlassen haben, würdig erweisen. Griechen, nun kämpft für euer Vaterland, für eure Frauen, für eure Kinder und für die heiligen Traditionen. Nun, vor allen Dingen, kämpft!“ Der letzte Satz ist ein wörtliches Zitat aus dem Drama Die Perser des antiken Autors Aischylos. Berichten zufolge strömten nach der Rede Griechen in allen Teilen des Landes auf die Straße, sangen patriotische Lieder und skandierten anti-italienische Parolen. Tausende Freiwillige meldeten sich bei den Rekrutierungsbüros. Selbst der inhaftierte Anführer der verbotenen Kommunistischen Partei, Nikolaos Zachariadis, schrieb einen offenen Brief, in dem er die Griechen zum Widerstand aufforderte, womit er gegen die Linie der Komintern verstieß. (Später sollte er den Krieg als „imperialistisch“ verurteilen und die Griechen zum Sturz Metaxas’ aufrufen.)

## Beteiligte Streitkräfte und Kriegspläne
Die etwa 150 Kilometer lange Front bestand aus stark bergigem Terrain mit nur wenigen befahrbaren Straßen. Das Pindos-Gebirge teilte die Front in die zwei Kriegsschauplätze Epirus und Westmakedonien.

### Italien
Der Befehl zum Angriff auf Griechenland war von Mussolini am 15. Oktober an den Chef des Generalstabs Pietro Badoglio und dessen Stellvertreter Mario Roatta gegeben worden und sollte seinen Anweisungen zufolge innerhalb von zwölf Tagen beginnen. Badoglio und Roatta waren entsetzt, da sie auf Anordnung Mussolinis erst drei Wochen zuvor 600.000 Mann zur Unterstützung der Landwirtschaft demobilisiert hatten. Unter Berücksichtigung der Tatsache, dass sie für eine erfolgreiche Invasion 20 Divisionen veranschlagten, von denen nur acht in Albanien bereitstanden, und der Unzulänglichkeit der albanischen Häfen und Verkehrsinfrastruktur gingen sie von einer notwendigen Vorbereitungszeit von wenigstens drei Monaten aus. Trotzdem wurde der Angriffstag auf den 26. Oktober festgesetzt.
Der italienische Kriegsplan mit der Codebezeichnung Emergenza G („Fall G[riechenland]“) sah eine Besetzung des Landes in drei Phasen vor. Zunächst sollten Epirus und die Ionischen Inseln besetzt werden, nach dem Eintreffen von Verstärkungen sollte ein Vorstoß nach Westmakedonien mit Zielrichtung auf Thessaloniki erfolgen, um den Nordteil Griechenlands unter Kontrolle zu bringen, und schließlich sollte der Rest des Landes besetzt werden. Der Plan ging von einer Beteiligung Bulgariens an dem Krieg aus, dessen Armee die Griechen in Ostmakedonien binden sollte.
Das italienische Comando Supremo hatte beiden Kriegsschauplätzen je ein Armeekorps zugeteilt, die aus den Besatzungstruppen in Albanien geformt wurden. Das stärkere Korps „Ciamuria“, ab 17. November in XXV. Korps umbenannt, bestehend aus den zwei Infanteriedivisionen 23. „Ferrara“ und 51. „Siena“ sowie der 131. Panzerdivision „Centauro“ (circa 30.000 Mann und 163 Panzer), sollte unter dem Befehl von Generale di Divisione Carlo Rossi auf Ioannina vorstoßen. Das Korps war rechts von einer etwa 5000 Mann starken „Küstengruppe“ flankiert, bestehend aus dem 3. Granatieri-Regiment, den “Lancieri di Aosta” sowie den “Lancieri di Milano”. Die linke Flanke wurde von der 3. Alpini-Division „Julia“ eingenommen. Unterstützt wurde der Angriff von vier italienischen CC.NN.-Bataillonen. Das XXVI. Korps unter Maggior Generale Gabrielle Nasci sollte an der makedonischen Front vorerst eine Verteidigungsstellung einnehmen. Es bestand zunächst nur aus der Infanteriedivision “Parma”, während die Infanteriedivision “Piemonte” als Armeereserve fungierte und nur auf Drängen Nascis seiner Befehlsgewalt unterstellt wurde.
Insgesamt konnten die Italiener eine Streitmacht von etwa 140.000 Mann gegen die Griechen ins Feld führen, die unter dem Befehl von Generalleutnant Sebastiano Visconti Prasca stand. Eine weitere Division mit 12.000 Mann bewachte die jugoslawische Grenze. Der Invasionsstreitmacht angeschlossen waren sechs aus albanischen und kosovarischen Freiwilligen in den Monaten vor der Invasion aufgestellte Schwarzhemden-Bataillone mit jeweils 300–350 Mann, die allerdings nur mäßige Leistungen zeigten und in der Mehrzahl im Verlauf des Krieges zu den Griechen überliefen.

#### Luftstreitkräfte
Der italienische Generalstab hatte für die Luftunterstützung des Unternehmens zunächst das 38. Bombergeschwader in Valona (auf SM.81), die 105. Bomberstaffel in Tirana (auf SM.79), die 160. Jagdstaffel (auf CR.32) in Drenova und die 72. Aufklärungsstaffel (auf Ro.37) vorgesehen. Insgesamt standen 40 Bomber und 20 Jagdflieger älterer Bauart zur Verfügung. Die Einheiten der Regia Aeronautica Militare unterstanden General Ferruccio Ranza. Noch vor Beginn der Kriegshandlungen wurden weitere 100 Jagdflugzeuge und 60 Bomber zugeführt. Zwischen dem 1. und 5. November wurden die italienischen Luftstreitkräfte mit der 104. Bomberstaffel sowie den Jagdstaffeln 24, 154 und 155 nochmals verstärkt. Damit standen den Italienern zu Beginn des Feldzuges acht Bomber-, neun Jagd- und drei Aufklärungsgeschwader zur Verfügung.

### Griechenland
Die Griechen hatten nach der italienischen Besetzung Albaniens den Plan „IB“ (Italien-Bulgarien) entwickelt, der von einem gemeinsamen Angriff Italiens und Bulgariens ausging. Dieser Plan sah eine Verteidigungshaltung in Epirus und einen graduellen Rückzug auf die Linie Arachthos-Metsovo-Aliakmonas-Vermio-Gebirge vor, während in Westmakedonien die Möglichkeit einer begrenzten Offensive aufrechterhalten werden sollte. Für die Verteidigung von Epirus existierten zwei Varianten des Plans: Plan „IBa“ sah eine Vorwärtsverteidigung direkt an der Grenze vor und Plan „IBb“ eine Verteidigung aus rückwärtigen Stellungen. Es sollte dem lokalen Befehlshaber Generalmajor Charalambos Katsimitros überlassen bleiben, sich für die günstigere Variante zu entscheiden.
Griechenland hatte bereits seit Wochen mobilisiert, auch wenn die allgemeine Mobilmachung erst am Tag des Angriffs befohlen wurde. Die griechischen Kräfte, die bei Ausbruch des Krieges den italienischen Truppen gegenüberstanden, waren die vollmobilisierte 8. Infanteriedivision unter Katsimitros an der Epirus-Front und die „Armeeabteilung Westmakedonien“ (griech. Τμήμα Στρατιάς Δυτικής Μακεδονίας, kurz TSDM) in Korpsgröße unter dem Befehl von Generalleutnant Ioannis Pitsikas. Die Front in Westmakedonien wurde von der 9. Infanteriedivision und der 4. Infanteriebrigade gesichert. Die „Pindus-Abteilung“, zusammengesetzt aus drei Bataillonen Infanterie und einer Batterie Gebirgsartillerie, verteidigte den Abschnitt zwischen den beiden Fronten. Zusammen waren dies nach Angaben des griechischen Generalstabes rund 35.000 Mann, die den Raum bis zur allgemeinen Mobilmachung, also etwa drei Wochen, halten sollten.
Den Griechen standen keine Panzer zur Verfügung und sie mussten mit einer vollständigen italienischen Luftüberlegenheit rechnen. Zudem bestand ihre Ausrüstung entweder aus Beständen des Ersten Weltkriegs oder sie kam aus Ländern wie Belgien, Österreich, Polen und Frankreich, die bereits von der Achse besetzt waren und somit weder Ersatzteile noch passende Munition liefern konnten. Allerdings hatten sich die Griechen trotz begrenzter Mittel Ende der 1930er Jahre aktiv auf eine Verteidigung vorbereitet und verfügten über ein erfahrenes Offizierskorps, das in den Balkankriegen, dem Ersten Weltkrieg und dem Griechisch-Türkischen Krieg gekämpft hatte. Den Italienern dagegen fehlten 25 % der planmäßigen Transportmittel, sie verfügten nicht über genügend Geschütze gemessen am zu erobernden Raum. Ihre Geschütze waren zudem den französischen 10,5 cm-Kanonen der Griechen unterlegen.

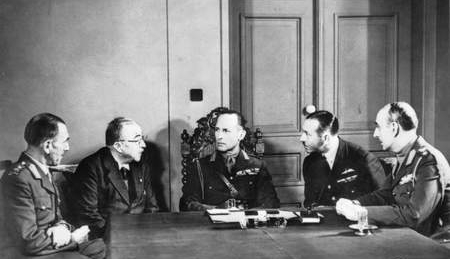
Griechisch-britische Gespräche im Januar 1941, in der Mitte König Georg II.

Großbritannien unterstützte Griechenland zu Beginn des Krieges durch die Entsendung mehrerer Staffeln der Royal Air Force, die später auch in die Bodenkämpfe eingriffen. Als Vorkehrung gegen eine italienische Landung landete im November eine britische Brigade auf der Insel Kreta und etwa 4200 Mann Flaksoldaten, Luftwaffenbodenpersonal und Unterstützungseinheiten wurden im Raum Athen stationiert. Das Angebot Winston Churchills im Januar 1941, in kleinerem Umfang Panzer- und Artillerieeinheiten an die Front zu entsenden, wurde von Metaxas, der Hitler nicht provozieren wollte, abgelehnt. Nach Metaxas’ Tod Ende Januar 1941 signalisierte dessen Nachfolger Alexandros Koryzis, dass man im Falle eines deutschen Einmarschs in Bulgarien auf das britische Hilfsangebot zurückgreifen werde, worauf Großbritannien ein hauptsächlich aus australischen und neuseeländischen Truppen bestehendes Expeditionskorps, die Force W, zusammenstellte.

## Verlauf des italienischen Feldzugs
Die erste Phase des Feldzugs, die italienische Offensive, dauerte vom 28. Oktober bis zum 13. November 1940. Die zweite Phase vom 13. November bis zum 28. Dezember war vom griechischen Gegenangriff geprägt. In der dritten Phase vom 29. Dezember bis zum 26. März 1941 scheiterten lokale Angriffe beider Parteien, auch die letzte italienische Offensive dieser Phase blieb erfolglos. Der deutsche Angriff am 6. April 1941 schuf dann eine völlig neue militärische Lage.

### Italienische Anfangsoffensive (28. Oktober – 13. November 1940)

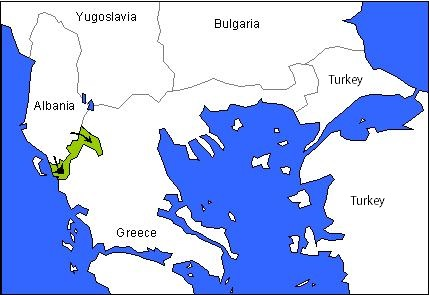
Italienische Anfangsoffensive

Der italienische Angriff begann am Morgen des 28. Oktober und zwang die abschirmenden griechischen Einheiten zum Ausweichen. Das Korps „Ciamuria“, mit der 23. Infanteriedivision „Ferrara“ und der 131. Panzerdivision „Centauro“ als Speerspitze, griff in Richtung Kalpaki an, während auf seiner rechten Flanke die „Küstengruppe“ entlang der Küste vorstieß und einen Brückenkopf über den Fluss Kalamas sicherte. Das schwierige Terrain und die verschlammten Wege bereiteten insbesondere ihren L3/35-Tanketten und mittleren M13/40-Panzern große Schwierigkeiten.
Am 31. Oktober verkündete das italienische Oberkommando, dass die italienischen Truppen in Epirus eingedrungen seien und den Kalamas an mehreren Stellen erreicht hätten; ungünstige Wetterbedingungen und Rückzugsgefechte des zurückweichenden Feindes würden den Vormarsch der Truppen nicht verlangsamen. In Wirklichkeit wurde die Offensive ohne Überzeugung und ohne den Vorteil der Überraschung ausgeführt, schlechtes Wetter verhinderte eine effektive Luftunterstützung und die Führung der Truppen litt unter persönlichen Rivalitäten. Zudem verhinderten schlechte Bedingungen auf See die geplante Invasion Korfus. Bis zum 1. November hatten die Italiener Konitsa erobert und die griechische Hauptverteidigungslinie erreicht, am selben Tag räumte das Comando Supremo dem griechischen Kriegsschauplatz Priorität gegenüber dem afrikanischen ein. In der folgenden Schlacht von Elaia-Kalamas gelang es den Italienern trotz wiederholter Angriffe nicht, die griechischen Linien zu durchbrechen und am 9. November wurden die Angriffe eingestellt.
Eine größere Gefahr für die Griechen stellte das Vordringen der 3. Alpini-Division „Julia“ durch das Pindos-Gebirge in Richtung auf Metsovo dar, das die Truppen in Epirus von denen in Westmakedonien abzuschneiden drohte. Nach anfänglichen Erfolgen gegen die „Pindus-Abteilung“ unter Oberst Davakis ordnete der griechische Generalstab eine Verstärkung der Truppen in diesem Gebiet an. Ein griechischer Gegenangriff am 31. Oktober konnte aber nicht verhindern, dass die 3. Alpini-Division „Julia“ am 2. November Vovousa eroberte. Allerdings wurde ersichtlich, dass die Italiener nicht über genug Mannstärke und Nachschub verfügten, um an dieser Stelle die sich verstärkenden Griechen weiter anzugreifen.
Griechische Gegenangriffe führten bis zum 4. November zur Rückeroberung mehrerer Dörfer und Vovousas, wodurch die Division der Alpini praktisch eingeschlossen wurde. Prasca versuchte, die Division durch die Entsendung der ursprünglich für die Invasion Korfus vorgesehenen 47. Infanteriedivision „Bari“ zu verstärken, die jedoch zu spät eintraf, um den Ausgang der Schlacht von Pindos zu beeinflussen. Während der nächsten Tage setzte sich die Alpini-Division unter härtesten Wetterbedingungen gegen fortgesetzte Angriffe einer griechischen Kavalleriedivision unter Generalmajor Georgios Stanotas zur Wehr. Am 8. November ordnete ihr Kommandeur, General Mario Girotti, den Rückzug über den Smolikas in Richtung Konitsa an. Dieser von Kämpfen begleitete Rückzug dauerte bis zum 13. November und an seinem Ende war die Division praktisch aufgerieben und das Grenzgebiet von italienischen Truppen befreit.
Da die Italiener in Westmakedonien untätig blieben und Bulgarien nicht in den Krieg eingriff, ordnete der griechische Generalstab die Verlegung des III. Armeekorps (10. und 11. Infanteriedivision plus eine Kavalleriebrigade) unter General Georgios Tsolakoglou an diese Front an, um gemeinsam mit der TSDM eine Offensive über die albanische Grenze zu beginnen. Aus logistischen Gründen verzögerte sich der Beginn dieser Offensive bis zum 14. November. Allerdings unternahm die griechische 15. Infanterie-Division seit Anfang November Entlastungsangriffe an diesem Frontabschnitt. Mit den Angriffen
auf die schwach besetzte italienische Verteidigungslinie in Westmakedonien sollte dem italienischen Hauptstoß im Epirus Kräfte entzogen werden. Auf diese Weise war bereits am 5. November Bilisht östlich des 1800 Meter hohen Morova-Massivs von den Griechen erobert worden.
Der heftige griechische Widerstand kam für das Comando Supremo überraschend. Mehrere Divisionen wurden hastig nach Albanien in Marsch gesetzt und Pläne für die Besetzung der griechischen Inseln fallen gelassen. Empört über die fehlenden Fortschritte tauschte Mussolini am 9. November Prasca gegen den früheren Vize-Kriegsminister General Ubaldo Soddu aus und gliederte die Truppen in Albanien um. Aus dem in Westmakedonien stehenden XXVI. Korps wurde die 9. Armee unter General Mario Vercellino geformt. Zugleich wurde mit der Verlegung des in Italien stehenden III. Korps begonnen, das der 9. Armee zur Seite gestellt wurde. Das Korps „Ciamuria“ wurde mit dem VIII. Korps für die Aufstellung der 11. Armee unter dem Kommando von Visconti Prasca herangezogen. Unmittelbar nach seiner Ankunft ordnete Soddu, der den Oberbefehl über die neu aufgestellte Heeresgruppe Albanien übernommen hatte, den Übergang zur Defensive an. Damit war die italienische Offensive gescheitert.

### Griechische Gegenoffensive (14. November – 28. Dezember 1940)

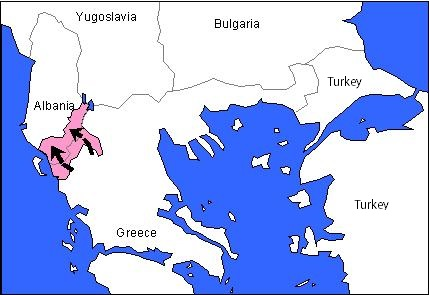
Griechische Gegenoffensive

Ab Anfang November erreichten griechische Verstärkungen die Front und das Nichteingreifen Bulgariens erlaubte den Griechen die Verlegung von Truppen von der bulgarischen Grenze an die albanische Front. Dies gab dem griechischen Oberbefehlshaber Generalleutnant Alexandros Papagos um Mitte November die numerische Überzahl und erlaubte ihm, die Gegenoffensive einzuleiten. Walker spricht von einer Überlegenheit von 250.000 griechischen zu 150.000 italienischen Soldaten, Bauer erwähnt eine griechische Überzahl von 100 Bataillonen gegenüber 50 italienischen.
Die TSDM und das III. Armeekorps, die aus dem nördlichen Griechenland verstärkt worden waren, begannen am 14. November eine Offensive in Richtung des albanischen Korça. Nach schweren Kämpfen an der befestigten Grenzlinie brachen die Griechen am 17. November durch und drangen am 22. in Korça ein. Fehlende Entschlossenheit im griechischen Oberkommando erlaubte es jedoch den Italienern, sich vom Feind abzusetzen und neu zu ordnen, womit ein vollständiger Zusammenbruch vermieden wurde.
Der Angriff aus Westmakedonien war mit der Aufnahme der Offensive entlang der gesamten Front verbunden. Das I. und II. Armeekorps drangen in Epirus vor und nahmen nach harten Kämpfen Anfang Dezember Saranda, Pogradec und Gjirokastra in Albanien ein, Himara wurde an Heiligabend eingenommen. Damit hatten die Griechen das gesamte südliche Albanien, das sie als Nordepirus bezeichneten, erobert.

### Lokale Angriffe und italienische Frühjahrsoffensive (29. Dezember 1940 bis 26. März 1941)
Nach den militärischen Rückschlägen trat Badoglio am 26. November als Generalstabschef zurück und General Ugo Cavallero übernahm Anfang Dezember den Oberbefehl über die italienischen Streitkräfte. Seit dem 29. Dezember führte er in Personalunion auch die italienischen Truppen in Albanien. Ende Dezember 1940 musste der griechische Vormarsch angehalten werden. Weil die Nachschublinien überdehnt waren und wegen der schlechten Wetterlage änderte der Frontverlauf sich danach kaum mehr. Ein abschließender Erfolg gelang den Griechen am 10. Januar mit der Einnahme des schwer befestigten Këlcyra-Passes durch das II. Korps. Allerdings blieb ihnen der Durchbruch nach Berat verwehrt und auch ein Angriff auf Vlora scheiterte. Obwohl im Kampf um Vlora mehrere italienische Divisionen schwere Verluste erlitten, gewannen die Italiener durch eintreffende Verstärkungen die Oberhand.

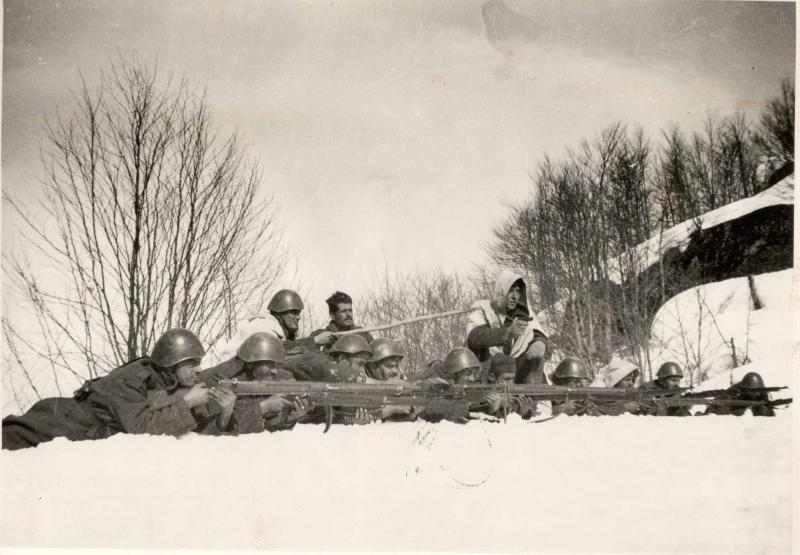
Griechische Truppen während der Frühlingsoffensive im März 1941

Der Stillstand der Front hielt, abgesehen von begrenzten Aktionen, bis März 1941 an, da beide Seiten nicht stark genug für eine größere Offensive waren. Die Kampftätigkeit wurde auch durch den ungewöhnlich harten Winter unterbrochen, der mit Temperaturen bis zu minus 20 Grad zahlreiche Ausfälle durch Erfrierungen zur Folge hatte und Schneefälle bis zum März brachte. Trotz ihrer Gebietsgewinne befanden sich die Griechen in einer prekären Situation, da sie die Grenze zu Bulgarien praktisch unbewacht ließen und einem möglichen deutschen Angriff aus Bulgarien hilflos ausgeliefert waren.
Am 1. März 1941 trat Bulgarien dem Dreimächtepakt bei und erlaubte dem Deutschen Reich die Stationierung von Truppen auf seinem Gebiet. Damit wurde eine deutsche Intervention im Krieg immer wahrscheinlicher. Am 4. März entsandten die Briten ihren ersten Konvoi mit Truppen unter dem Befehl von Generalleutnant Henry Maitland Wilson und Versorgungsgütern nach Griechenland. Insgesamt sollten bis April 1941 Truppen im Umfang von rund vier Divisionen, darunter eine Panzerbrigade, mit insgesamt etwa 57.000 Soldaten Griechenland erreichen. Diese waren von vornherein nicht zum Kampf gegen die Italiener, sondern für die Abwehr des erwarteten deutschen Angriffs im Verbund mit griechischen Truppen vorgesehen.
Die Italiener, die vor der erwarteten deutschen Intervention einen Erfolg an der albanischen Front wünschten, zogen Anfang März 1941 ihre Kräfte für eine neue Offensive mit der Codebezeichnung Primavera („Frühling“) zusammen. Sie versammelten 17 Divisionen gegenüber den 13 der Griechen und begannen unter Mussolinis persönlicher Führung einen entschlossenen Angriff auf den Këlcyra-Pass. Die Offensive, die vom 9. bis zum 20. März dauerte, verfehlte das Ziel, die Griechen aus ihren Stellungen zu werfen, und erreichte nur lokal begrenzte Erfolge wie die Rückeroberung Himaras, des Gebiets von Mali Harza und des Berges Trebescini nahe Berat. Ab diesem Zeitpunkt bis zur deutschen Intervention am 6. April setzte sich der Stillstand fort und nur kleinere Operationen wurden von beiden Seiten unternommen.

## Folgen: Eingreifen Deutschlands

### Angriff der deutschen 12. Armee auf Griechenland am 6. April 1941
In Erwartung des deutschen Angriffs forderten die Briten und einige Griechen den Rückzug der Epirus-Armee aus Albanien, um dringend benötigte Truppen und Material zu dessen Abwehr bereitzustellen. Jedoch verbot die nationale Stimmung, militärische Zweckmäßigkeit außer Acht lassend, die Aufgabe unter so schwierigen Bedingungen erkämpfter Positionen, und ein Rückzug vor den geschlagenen Italienern wurde als schändlich angesehen. Aus diesem Grund blieb der überwiegende Teil der griechischen Armee, 15 von 21 Divisionen, tief in Albanien, während der deutsche Angriff heranrückte. General Wilson kritisierte dieses Festhalten an starren Doktrinen heftig.
Einen Tag nach dem als „Unternehmen Marita“ bezeichneten deutschen Angriff auf Griechenland und Jugoslawien, am 7. April, befahl der griechische Oberkommandierende Papagos einen Angriff gegen die Italiener. Obwohl zur gleichen Zeit auch jugoslawische Verbände die Italiener angriffen, kamen die Truppen nicht voran. Die Griechen versuchten nun, die Albanienfront zu halten. Am 9. April durchbrachen deutsche Truppen die von der ostmakedonischen Armee gehaltene Metaxas-Linie. Am 11. April eroberten sie den wichtigen Klidi-Pass bei Florina und erschienen damit im Rücken der griechischen Westmakedonien-Armee. Südlich von Florina hatten Griechen und Briten Truppen zusammengezogen und hielten den deutschen Vormarsch von Bitola nach Süden bis zum 12. April auf. Dann ordnete das griechische Oberkommando den Rückzug der Westmakedonischen und Epirus-Armee aus Albanien an. Beim Rückzug lösten sich Teile der demoralisierten griechischen Divisionen auf. Der Befehlshaber der Epirus-Armee, General Ioannis Pitsikas, forderte rasche Waffenstillstandsverhandlungen mit den Deutschen, weil er das Auseinanderfallen der gesamten Streitkräfte befürchtete. Papagos lehnte jedoch eine Kapitulation ab, solange das britische Expeditionskorps in Griechenland weiterkämpfte.
Die italienische 9. Armee nahm am 14. April Korça und drei Tage später Erseka. Am 19. April erreichten die Italiener das griechische Ufer des Prespasees und am 22. April nahm das 4. Bersaglieri-Regiment die Brücke im Grenzdorf Perati, um am nächsten Tag die Grenze zu überschreiten.

### Griechische Kapitulation
Nachdem Teile der deutschen Leibstandarte SS Adolf Hitler am 18. April den Metsovo-Pass eingenommen hatten, war auch der griechischen Epirus-Armee der Rückzug abgeschnitten. Am nächsten Tag fiel Ioannina an die Deutschen, wodurch die Isolierung der Epirus-Armee komplett wurde. Von der Hoffnungslosigkeit der entstandenen Situation überzeugt und in Übereinstimmung mit einigen weiteren Generälen, aber ohne Autorisierung durch den Oberbefehlshaber Papagos, enthob daraufhin Generalleutnant Georgios Tsolakoglou den Befehlshaber der Armee General Pitsikas des Kommandos und bot am 20. April Josef Dietrich die Kapitulation an. Hauptsächlich sollte damit eine als ehrlos betrachtete Kapitulation gegenüber den Italienern vermieden werden.
Die Bedingungen der Kapitulation – die Armee würde nicht in Kriegsgefangenschaft gehen und Offiziere dürften ihre Seitenwaffen behalten – wurden als ehrenhaft betrachtet. Am nächsten Tag kapitulierten 16 der griechischen Divisionen vor der 12. Armee. Generalfeldmarschall List forderte den italienischen Oberbefehlshaber in Albanien, General Cavallero, auf, den Vormarsch einzustellen, um die Verhandlungen nicht zu gefährden. Damit aber wurden die Italiener nicht bloß aus den Gesprächen ausgeschlossen, List machte ihnen regelrecht Verhaltensvorschriften.
Mussolini war über das einseitige Vorgehen der Deutschen erbost und erreichte nach Protesten gegenüber Hitler, dass General Jodl die endgültige Kapitulation der Griechen am 23. April in Saloniki schließlich im Beisein italienischer Vertreter entgegennahm. Tatsächlich hatte Hitler nach der Intervention Mussolinis festgelegt, dass es erst zu Waffenstillstandsverhandlungen kommen werde, sobald die Griechen auch den Italienern die Kapitulation anboten. Damit nahm er allerdings in Kauf, Wilhelm List bloßzustellen, dessen ursprüngliche Zusage gegenüber den Griechen plötzlich nicht mehr galt. Die Wehrmachtführung nahm dies mit Verärgerung zur Kenntnis; im Generalstab des Heeres bezeichnete Franz Halder die nachträgliche Beteiligung der Italiener sogar als „planmäßige Geschichtsfälschung“. Auf allen Seiten ließ der Ablauf der Verhandlungen letzten Endes Bitterkeit zurück.
Am 24. April begann die Evakuierung des britischen Expeditionskorps. Verbände der bulgarischen 2. Armee besetzten den Küstenstreifen zwischen Strymon und Alexandroupoli. Am 30. April besetzten deutsche Truppen die Südspitze des Peloponnes und bis zum 3. Mai, dem Tag der deutsch-italienischen Siegesparade in Athen, waren der Kampf auf dem Festland beendet und alle wichtigen Inseln außer Kreta besetzt.

## Seekrieg
Zu Beginn der Kampfhandlungen verfügte die griechische Kriegsmarine über zwei alte Einheitslinienschiffe (Kilkis und Lemnos), den alten Panzerkreuzer Georgios Averoff, zehn Zerstörer (je vier modernisierte der Aetos-Klasse und relativ moderne der Kountouriotis-Klasse sowie zwei neue der Vasilefs-Georgios-Klasse), einige Torpedoboote und sechs alte U-Boote. In der Konfrontation mit der mächtigen Regia Marina bestand ihre Aufgabe hauptsächlich darin, Patrouillen durchzuführen und Konvois zu eskortieren. Letztere Aufgabe war sowohl für die Mobilisierung der Armee als auch für die Versorgung des Landes wichtig, da die Konvoirouten von italienischen Flugzeugen und vom Dodekanes aus operierenden U-Booten bedroht wurden. Die griechischen Schiffe führten daneben auch begrenzte Offensivoperationen gegen italienischen Schiffsverkehr in der Straße von Otranto durch. Die Zerstörer unternahmen drei kühne, aber erfolglose Nachtangriffe (14./15. November, 15./16. Dezember, 4./5. Januar). Die wichtigsten Erfolge gingen auf das Konto der U-Boote, die einige italienische Transportschiffe versenken konnten.
Auf der italienischen Seite erlitt die Regia Marina schwere Verluste an Großkampfschiffen durch den britischen Angriff auf Tarent (11./12. November). Italienische Kreuzer und Zerstörer setzten dennoch ihre Eskortierungsaufgaben zwischen Italien und Albanien fort. Am 28. November beschoss ein italienisches Geschwader Korfu und am 18. Dezember und 4. März bombardierten die Italiener Küstenstellungen der Griechen in Albanien.
Ab Januar 1941 verlagerte sich die Hauptaufgabe der griechischen Marine auf die Eskortierung von Konvois von und nach Alexandria, die in Zusammenarbeit mit der Royal Navy durchgeführt wurde. Als Anfang März der Transport des britischen Expeditionskorps begann, entschied sich die italienische Marine, die Konvois anzugreifen. Dank ihrer Unterrichtung durch Ultra-Informationen konnte die Royal Navy die Italiener abfangen und in der Schlacht bei Kap Matapan am 28. März entscheidend schlagen.
Mit dem Beginn des deutschen Angriffs am 6. April änderte sich die Situation schlagartig und die deutsche Luftüberlegenheit forderte schwere Verluste unter der griechischen und der britischen Flotte. Die Besetzung des griechischen Festlands und wenig später Kretas beendeten die Unternehmungen alliierter Überwasserstreitkräfte in griechischen Gewässern bis zur Dodekanes-Unternehmung Ende 1943.

## Weitere Folgen

### Folgen für Griechenland
Mit dem Fall Kretas im Mai 1941 war ganz Griechenland unter der Kontrolle der Achsenmächte.
Hitler war es darauf angekommen, die Briten vom griechischen Festland zu vertreiben, dem festgefahrenen Angriff des italienischen Bündnispartners zum Erfolg zu verhelfen und das Land als Basis für die Luftbeherrschung im östlichen Mittelmeerraum nicht außer Kontrolle zu verlieren. Diese Ziele waren erreicht worden, und nun wurden die deutschen Truppen wieder abgezogen. Deswegen kam der überwiegende Teil Griechenlands mit Athen und den meisten Inseln unter italienische Verwaltung. Die Ionischen Inseln und die an Albanien angrenzenden Landesteile wurden von Italien annektiert. Einige politisch und strategisch wichtige Gebiete kamen unter deutsche Besatzungsverwaltung: Saloniki mit Hinterland, eine Pufferzone an der türkischen Grenze (Demotika), Stützpunkte in Südgriechenland und ab Ende Mai einige Inseln und der Westteil Kretas. Bulgarien erhielt Ostmakedonien, Westthrakien, die Inseln Thasos und Samothrake, sowie ein kleines Gebiet westlich des Strymon. Der griechische König Georg II. war mit seinem Regierungskabinett erst nach Kreta, dann nach Ägypten ins Exil gegangen. Deutschland und Italien verständigten sich darauf, eine neue Regierung unter Generalleutnant Georgios Tsolakoglou zu bilden.
Aufgrund des Krieges kam es im Winter 1941/42 zu einer schweren Hungersnot, der viele Griechen zum Opfer fielen. Schätzungen zufolge starben zwischen 100.000 und 450.000 Menschen an den Folgen; unzählige trugen langfristige gesundheitliche Schäden davon.
In dem besetzten Land bildete sich bald eine effektive Widerstandsbewegung, der es bis 1944 gelang, weite Teile des bergigen Festlands zu befreien. Gleichzeitig setzten griechische Truppen und Schiffe den Kampf an der Seite der Briten in Nordafrika und schließlich in Italien selbst fort. Nach dem deutschen Rückzug vom Balkan im Oktober und November 1944 war Griechenland mit Ausnahme einiger weiterhin von Deutschen besetzter Inseln befreit. Bald jedoch wurde das Land in einen weiteren Konflikt gerissen, den Griechischen Bürgerkrieg.
Griechenlands Kampf auf Seiten der Alliierten trug zur Rückgewinnung des italienisch besetzten, aber von Griechen bewohnten Dodekanes nach dem Ende des Zweiten Weltkriegs im Jahr 1947 bei.

### Auswirkungen auf den Verlauf des Zweiten Weltkriegs
Trotz des letztendlichen Triumphs der Achsenmächte im Griechenlandfeldzug beeinflusste der griechische Widerstand gegen die italienische Invasion den Verlauf des Zweiten Weltkriegs nach Meinung mehrerer Historiker nachhaltig. Insbesondere wurde argumentiert, das notwendige deutsche Eingreifen auf dem Balkan habe den Beginn des Unternehmens Barbarossa verzögert und signifikante Ausfälle, besonders bei Flugzeugen und Fallschirmtruppen verursacht. Hitler habe demnach gegen Kriegsende in einem Gespräch mit Leni Riefenstahl geäußert, dass ohne den italienischen Angriff auf Griechenland und die daraus sich ergebende Notwendigkeit deutscher Unterstützung der Krieg einen anderen Verlauf genommen hätte. Dem russischen Wintereinbruch wäre um Wochen zuvorgekommen worden und Leningrad und Moskau hätten eingenommen werden können. Ein Stalingrad hätte es nicht gegeben. Historiker wie Antony Beevor hingegen betonen, dass nicht der griechische Widerstand den Angriff der Achsenmächte auf die Sowjetunion verzögerte, sondern der Bau von Flugfeldern in Osteuropa. Des Weiteren band die Notwendigkeit der Besetzung Griechenlands, der Bekämpfung von Partisanen und der Verteidigung gegen alliierte Handlungen im Kriegsverlauf mehrere deutsche und italienische Divisionen.
Gleichzeitig machte der griechische Widerstand eine alliierte Intervention notwendig. Die Entscheidung, britische Truppen nach Griechenland zu entsenden, war vorrangig durch politische Erwägungen beeinflusst und wurde im Nachhinein, in den Worten von General Alan Brooke, als „klarer strategischer Fehlschlag“ betrachtet, da sie zu einem kritischen Zeitpunkt Truppen aus dem Nahen Osten und Nordafrika abzog. Diese erwiesen sich letztlich als unzulänglich, den deutschen Vormarsch aufzuhalten, hätten aber im Afrikafeldzug eine entscheidende Rolle spielen und diesen frühzeitig zu einem siegreichen Abschluss bringen können.
Daneben war zu einer Zeit, als nur noch das Britische Weltreich den Achsenmächten widerstand, das moralische Beispiel einer kleinen Nation, die erfolgreich das faschistische Italien abwehrte, von großer Bedeutung. Dies wurde in der überschwänglichen Anerkennung deutlich, die der griechische Widerstand zu der Zeit erfuhr.
Der französische General Charles de Gaulle war unter denen, die die Standhaftigkeit des griechischen Widerstands lobten. In einer offiziellen Note, die am griechischen Unabhängigkeitstag, dem 25. März 1941, veröffentlicht wurde, drückte er seine Bewunderung für den nach seiner Meinung heldenhaften griechischen Widerstand aus:

„Im Namen des gefangengenommenen, aber immer noch lebendigen französischen Volkes will die französische Nation dem griechischen Volk, das für seine Freiheit kämpft, ihre Grüße übersenden. Der 25. März 1941 sieht Griechenland auf dem Höhepunkt seines heroischen Kampfes und seines Ruhms. Seit der Schlacht von Salamis hat Griechenland nicht mehr so viel Größe und Ruhm erreicht wie heute.“

## Gedenken an den Krieg
Der Krieg von 1940, der im Volksmund als Épos toú Saránda (Έπος του Σαράντα, „Epos von '40“) bezeichnet wird, und der Widerstand der Griechen gegen die Achsenmächte wird jedes Jahr in Griechenland gefeiert. Der 28. Oktober, der Tag der Zurückweisung des italienischen Ultimatums durch Metaxas, wird als nationaler Feiertag (Ochi-Tag) begangen. In Thessaloniki findet jährlich eine Militärparade statt, die daneben an die Befreiung der Stadt im Ersten Balkankrieg am Namenstag des Schutzheiligen Demetrios (26. Oktober) erinnert, daneben Studentenumzüge in Athen und anderen Städten. Öffentliche und private Gebäude werden für mehrere Tage mit der griechischen Nationalflagge geschmückt. In den Tagen vor dem Jahrestag senden Fernsehen und Radio historische Filme und Dokumentationen sowie patriotische Lieder, darunter die von Sofia Vembo, die während des Krieges sehr populär waren. Daneben dient der Tag als Gedenktag für die „dunklen Jahre“ der Besetzung Griechenlands von 1941 bis 1944.

## Militärische Bewertung
General Sebastiano Visconti Prasca schrieb in seinen 1947 erschienenen Memoiren das Fehlschlagen des Feldzugs hauptsächlich schlechter Organisation, persönlichen Eitelkeiten, Korruption und mangelnder Zusammenarbeit in den oberen Rängen der italienischen Streitkräfte zu. Er verglich den standhaften Widerstand der Griechen in Epirus mit dem der Türken auf den Dardanellen während des Ersten Weltkriegs. Allerdings wird Prasca als einer derjenigen betrachtet, die für die Unterschätzung der Stärke der griechischen Armee hauptsächlich verantwortlich waren und die mit unzureichenden Plänen die italienische Armee zu ihrer Niederlage in den Bergen von Epirus führten. Die Italiener, die zwar mit taktischen Problemen zu kämpfen hatten und infanteristisch schlechter ausgestattet waren, waren nicht in der Lage, ihre Überlegenheit in Bezug auf Artillerie und Luftunterstützung in Erfolge umzumünzen. Schlechte Motivation, anders als bei den Griechen, und das schwierige Terrain in Epirus, das die Verteidiger begünstigte, trugen zum Misslingen dieses Feldzugs bei.
Die schwersten Fehler begingen die Italiener jedoch auf der strategischen Ebene, d. h. derjenigen Mussolinis und des Oberkommandos. Knapp einen Monat vor dem Beginn des Feldzugs gegen Griechenland, am 1. Oktober, ordnete Mussolini die Demobilisierung der Hälfte des italienischen Heeres an – eine Maßnahme, die vom Generalstab hingenommen wurde, obwohl General Mario Roatta gewarnt hatte, dass die Armee dadurch ihre Einsatzfähigkeit über Monate hinweg einbüße. Daneben verurteilte die verbreitete Unterschätzung der griechischen Vorbereitung den Feldzug von Anfang an zum Scheitern. Wie der italienische Historiker Renzo De Felice schrieb:

„Die militärische Überlegenheit (numerisch und technisch) lag in den ersten Monaten des Krieges stets auf Seiten der Griechen. Die Italiener hatten im Oktober 1940 nur acht Divisionen in Albanien (davon zwei gegen die jugoslawische Armee gerichtet), während die Griechen anfänglich über 14 Divisionen, die zudem gut für den Kampf in gebirgigem Terrain ausgebildet waren, verfügten. Die griechische Armee verwendete alle Ressourcen auf ihre von Erfolg gekrönte Verteidigung und Gegenangriff, als Folge davon stieß im April 1941 der deutsche Angriff Unternehmen Marita bei den erschöpften Griechen nur auf geringen Widerstand.“

 Ein weiteres bedeutendes Versäumnis des italienischen Angriffs war es, die ionischen Inseln und Kreta nicht zu besetzen, die klare und relativ leicht verteidigte Ziele boten und Italien mit starken vorgeschobenen Basen für Marine und Luftwaffe hätten ausstatten können.